# Horatio Parker
Pour les articles homonymes, voir Parker.
Horatio William Parker, né le 15 septembre 1863 à Auburndale (Massachusetts) et mort le 18 décembre 1919 à Cedarhurst (État de New York), est un compositeur, organiste et professeur américain.

## Biographie
Horatio Parker fait ses études musicales auprès de George Chadwick, puis auprès de Josef Rheinberger à Munich dans les années 1880. De retour aux États-Unis, il enseigne dans différentes institutions de la région de New York et obtient en 1893 un poste de professeur à l'Université Yale.
En tant que compositeur, il est connu surtout pour son oratorio Hora Novissima, écrit sur le De contemptu mundi de Bernard de Cluny. Ses deux opéras Mona (1912) et Fairyland (1915) eurent aussi un certain succès, le premier ayant été primé par le Metropolitan Opera. Considéré à son époque comme l'un des plus célèbres compositeurs américains, il forma plusieurs de ses confrères, dont notamment Charles Ives.

## Œuvre
Oratorios et cantates
- Hora Novissima, Op. 30 (1893)
- The Legend of Saint Christopher, Op.43 (1898)
- A Wanderer's Psalm, Op. 50 (1900)
- A Star Song, Op. 54, (1902)
- Morven and the Grail, Op. 79 (1915)

Opéras
- Mona (1912)
- Fairyland (1915)

Musique orchestrale
- A Northern Ballad, Op. 46 (1899)
- Organ Concerto in E Flat Minor, Op. 55 (1902)
- Vathek, Op. 56 (1903)

Chants orchestraux
- Cahal Mor of the Wine-Red Hand, Op. 40 (1893)
- Crepuscule, Op. 64 (1912)

Orgue
- Geschwindmarsch pour 2 organistes (1881)
- 4 Compositions, Op. 17 (1890): 1. Concert Piece No 1 - 2. Impromptu - 3. Romanza - 4. ...
- 4 Compositions, Op. 20 (1891) 1. Melody and Intermezzo - 2. Wedding-Song - 3. ... - 4. Fantasie
- 4 Compositions, Op. 28 (1891) 1. ... - 2. Concert Piece No 2 - 3. Pastorella - 4. ...
- 5 Sketches, Op. 32 (1893)
- 4 Compositions, Op. 36 (1893) 1. Canzonetta - 2. ... - 3. Fugue - 4. Eglogue
- 3 Compositions (1896)
- Sonate pour orgue en mi bémol mineur, Op. 65 (1908) : I. Allegro moderato - II. Andante - III. Allegretto - IV. Fugue
- 4 Compositions, Op. 66 (1910) 1. Festival Prelude - 2. Revery - 3. Postlude - 4. Scherzino
- 5 Short Pieces, Op. 68 (1908) : 1. Canon In the Fifth - 2. Slumber-Song - 3. Novelette - 4. Arietta - 5. Risoluto
- Introduction and Fugue in e (1916)

## Partitions
- « Horatio Parker » (partitions libres de droits), sur l'IMSLP